# آکامه گا کیل!
آکامه گا کیل! (ژاپنی: アカメが斬る! هپبورن: Akame ga Kill!!!) یک مجموعه شونن مانگا ژاپنی است که توسط تاکاهیرو نوشته شده و به‌وسیلهٔ تتسویا تاشیرو مصورسازی شده‌است. این مجموعه از مارس ۲۰۱۰ تا دسامبر ۲۰۱۶ در مجلهٔ گانگان ژوکر شرکت اسکوئر انیکس به چاپ می‌رسید و فصل‌های آن در پانزده جلد تانکوبون جمع‌آوری شدند. یک سری مانگای پیش‌درآمد با نام آکامه گا کیل! زیرو، که دربارهٔ داستان‌های گذشتهٔ آکامه می‌باشد نیز توسط اسکوئر انیکس از ۲۵ اکتبر ۲۰۱۳، الی ۲۵ ژانویه ۲۰۱۹ در ماهنامه بیگ گانگان به چاپ می‌رسید.
بر پایه نسخه مانگا، یک مجموعه تلویزیونی انیمه ۲۴ قسمتی نیز به کارگردانی توموکی کوبایاشی دستمایه اقتباس قرار گرفت، که پخش آن در شبکه‌های توکیو ام‌ایکس، بی‌اس۱۱، و ام‌بی‌اس از ۷ ژوئیه تا ۱۴ دسامبر ۲۰۱۴ ادامه داشت.

## داستان

آکامه گا کیل!

تاتسومی یک پسر روستایی کودن، خوش‌قلب و خود اذعان بود که با این وجود جنگجویی آموزش دیده به حساب می‌آمد. او همراه با دو تن از دوستان دوران کودکی‌اش، روستای خود را با هدف کسب درآمد و اعتبار برای کمک به پرداخت مالیات روستایش که به وسیلهٔ مسئولان عالی‌رتبه اعمال شده بود، به مقصد شهر امپراتوری ترک کردند. در بین راه تاتسومی پس از حملهٔ راهزن‌ها از دوستان خود جدا می‌شود و بلافاصله بعد از رسیدن به شهر توسط کلاهبرداری تمام پول‌های خود را از دست می‌دهد. با این حال پایتخت امپراتوری با مقادیر غیرقابل تصوری از فساد و بی‌رحمی پر شده بود که سرچشمه‌ای فراطبیعی داشت.
تاتسومی به زودی درمیابد که جزء یکی از اعضای گروهی آدمکش به نام «نایت رید» شده است که متشکل از آکامه شمشیرزن، لئونه جنگجوی وحشی، ماین دختر تک‌تیرانداز، بکار گیرنده قیچی شلی، اداره کننده ریسمان لاباک، جنگجوی زره‌پوش بولات و رهبر آن‌ها ناجِندا، ژنرال سابق ارتش امپراتوری می‌باشد.
او در این گروه به حقایقی جالب دست پیدا می‌کند و حتی باعث تغییر ریاست و انقلاب می‌شود و…

## تصور اولیه
در سال ۲۰۰۷، از تاکاهیرو درخواست شد که یک اثر مانگا برای مجله اسکوئر انیکس خلق کند. ایده اصلی آن «یک گروه متشکل از زنان آدم‌کش، به سرکردگی پسری بود که به وسیله آن‌ها اسیر شده و مجبور بود برای آن‌ها کار کند». پس از آن که ویراستار ایده او را تأیید کرد، او به ترتیب بندی آن اقدام نمود تا زمانی که شرکتش تثبیت شد و دو عنوان دیگر را منتشر کرد، که در طی آن وی شخصیت‌ها، داستان و جهان آن را توسعه داده بود. در اوت ۲۰۰۹، به دنبال انتشار ماجی-اوه! دختران سامورائی، تاکاهیرو به دنبال یک هنرمند برای ترتیب بندی می‌گشت و تتسویا تاتشیرو را برای تصویرسازی استخدام کرد.